# Amélie Siona Ernst
Amélie Siona Ernst   (Mutzig, 14 d'abril de 1834 - 14 d'octubre de 1889) fou una escriptora francesa.
Va ser alumna de Prévost en el Conservatori de París, on aconseguí el premi de tragèdia. Dedicant-se a l'escena, debutant en la Comèdia Francesa el 1850, amb el nom de Siona Lévy, i com a dama jove tràgica, en la companyia en la qual era la primera actriu la famosa Raquel. Passà a l'Odeón, on actuà dos anys. Retirada del teatre, abjurà la religió judaica, convertint-se al catolicisme per a contraure matrimoni amb el violinista Heinrich Wilhelm Ernst el 1854. Vídua el 1865, es dedicà a donar conferències i lectures públiques de les obres dels poetes francesos moderns, assolin gran èxit, mercès a la seva perfecta dicció, en l'Ateneu, en la Sorbona, on donà un curs de poesia, nomenada professora de lectura pel ministre Duruy, en diverses ciutats de províncies i a l'estranger, contribuí molt a que es conegués la poesia francesa.
Publica les obres següents:
- Rimes françaises d'une Alsacienne (Neuchatel, 1861),
- Rimes françaises d'une Alsacienne, anciennes et nouvelles (París, 1880),
- Nos Bébes (1883),
- Petits et Grands Bébés (1888).